# Pürevdžavyn Önörbat
Pürevdžavyn Önörbat nebo Önörbat Pürevdžav (* 15. února 1988) je mongolský zápasník-volnostylař.

## Sportovní kariéra
Pochází z ajmagu Chövsgöl z chalchské kočovné rodiny. Od mala se věnoval mongolskému národnímu zápasu böch. Volnému stylu se věnoval na střední sportovní škole Džigűr (Жигүүр) v Darchanu. Připravuje se v Ulánbátaru v klubu Chasu megastar (Хасу мегастар). V mongolské volnostylařské reprezentaci se pohyboval od roku 2007 ve váze do 66 kg. Od roku 2011 přestoupil vyšší váhy do 74 kg. V roce 2012 se vítězstvím na první světové olympijské kvalifikaci v čínském Tchaj-jüan kvalifikoval na olympijské hry v Londýně. V Londýně prohrál v úvodním kole s Gruzínem Davitem Chucišvilim 0:2 na sety.
V roce 2015 se druhým místem na mistrovství světa v Las Vegas kvalifikoval na olympijské hry v Riu v roce 2016. V Riu však nestartoval v optimální formě a vypadl v úvodním kole s Turkem Sonerem Demirtaşem těsně 2:4 na technické body. Od roku 2018 startuje střídavě ve vyšší váze do 86 kg a v neolympijské váze do 79 kg.

## Výsledky
| Olympijské hry    |     | —  |     |    |     | úč. |   |     |    | úč. |    |    |  |  |  |  |  |  |  |  |  |  |
| Mistrovství světa | —   |    | úč. | —  | úč. |     | — | úč. | 2. |     | —  | 7. |  |  |  |  |  |  |  |  |  |  |
| Asijské hry       |     |    |     | 7. |     |     |   | —   |    |     |    | —  |  |  |  |  |  |  |  |  |  |  |
| Mistrovství Asie  | —   | 2. | úč. | 3. | 3.  | —   | — | 2.  | —  | —   | 3. | —  |  |  |  |  |  |  |  |  |  |  |
| MS juniorů        | úč. | 3. |     |    |     |     |   |     |    |     |    |    |  |  |  |  |  |  |  |  |  |  |